# Bulbophyllum cryptanthoides
Bulbophyllum cryptanthoides är en orkidéart som beskrevs av Johannes Jacobus Smith. Bulbophyllum cryptanthoides ingår i släktet Bulbophyllum och familjen orkidéer. Inga underarter finns listade i Catalogue of Life.